# Comuna Brtonigla, Istria
Brtonigla este o comună în cantonul Istria, Croația, având o populație de 1.626 de locuitori (2011).

## Demografie
Componența etnică a comunei Brtonigla
     Croați (44,83%)
     Italieni (30,14%)
     Sloveni (2,4%)
     Sârbi (1,85%)
     Bosniaci (1,23%)
     Necunoscut (1,78%)
     Neclasificat (16,85%)
Componența confesională a comunei Brtonigla
     Catolici (85,67%)
     Fără religie și atei (4%)
     Musulmani (3,08%)
     Ortodocși (2,58%)
     Necunoscută (4,31%)
     Alte religii (0,37%)
Conform recensământului din 2011, comuna Brtonigla avea 1.626 de locuitori. Nu există o etnie majoritară, locuitorii fiind croați (44,83%), italieni (30,14%), afiliați religios (14,15%), sloveni (2,4%), sârbi (1,85%) și bosniaci (1,23%). Apartenența etnică nu este cunoscută în cazul a 1,78% din locuitori. Din punct de vedere confesional, majoritatea locuitorilor (85,67%) erau catolici, existând și minorități de persoane fără religie și atei (4,0%), musulmani (3,08%) și ortodocși (2,58%). Pentru 4,31% din locuitori nu este cunoscută apartenența confesională.